# Daisuke Yamai
Daisuke Yamai (山井大介?, Yamai Daisuke; Toyonaka, 10 maggio 1978) è un ex giocatore di baseball e allenatore di baseball giapponese.
Ha completato un perfect game nella finale vinta delle Japan World Series nel 2007.

## Gli inizi
Proveniente dalla Kobe Koryo Gakuen High School e successivamente nella Nara Sangyo University, entrò a fare parte della Kawaigakki di baseball come giocatore professionista.
Dopo la vittoria nel torneo intercity nel 2001 fu selezionato dai Chunichi Dragons al primo turno del draft della NPB passando di fatto nella massima lega asiatica.

## Carriera Professionista con i Dragons
Nel 2002, al suo anno primo anno da matricola nella NPB, ha lanciato in 31 partite, mentre nel 2003, a causa di un infortunio fu costretto a giocare sei partite e a terminare la stagione in anticipo concludendo con 5 inning ⅔ lanciati in totale con una media punti concessa a partita di 4.76 (ERA).

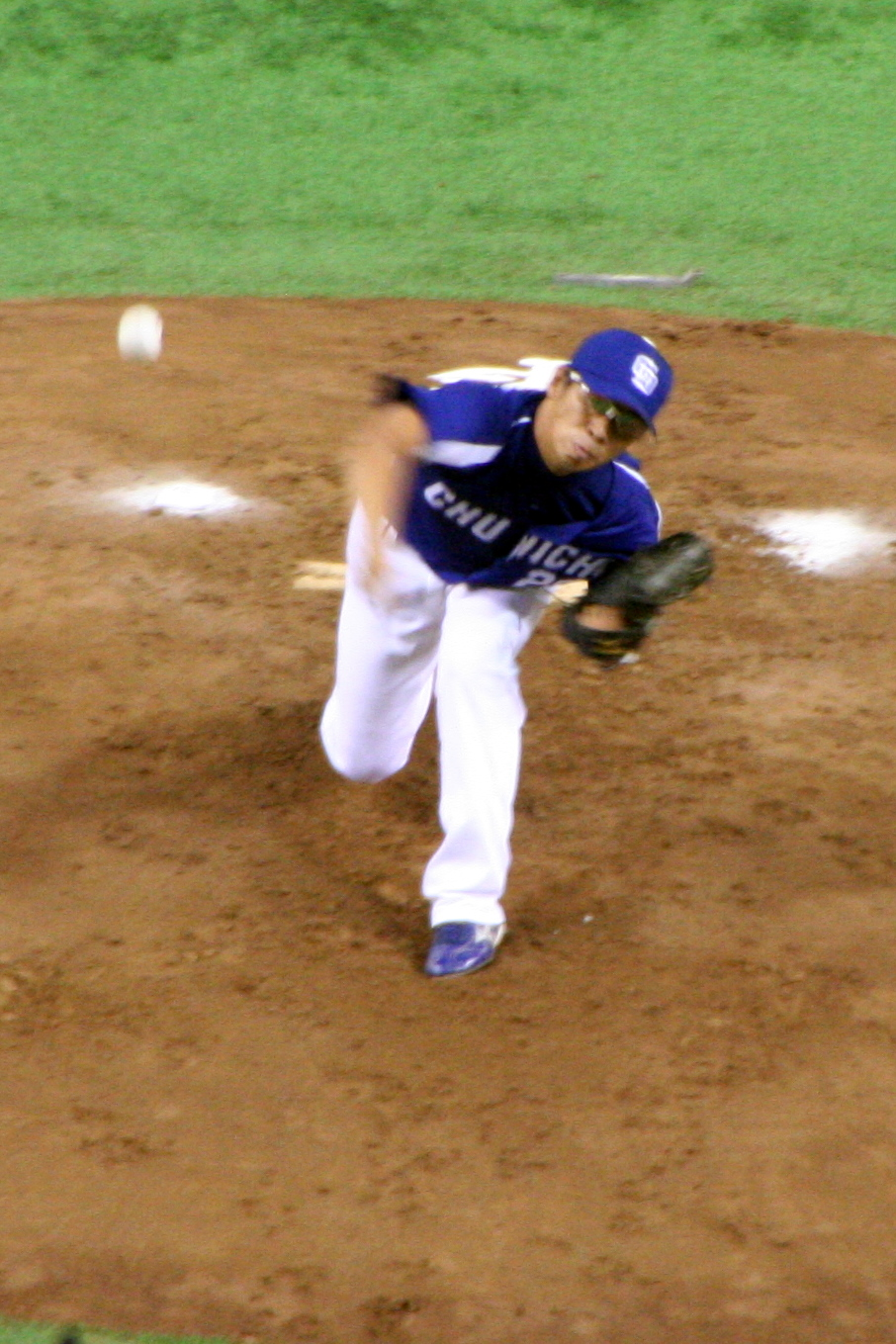
Yamai mentre lancia al Tokyo Dome

La sua prima vittoria dopo due anni avvenne contro la Hiroshima Toyo Carp il 12 settembre 2004, quando riuscì a concludere la partita con uno shutout, ovvero, nessun punto concesso agli avversari.
Durante la stagione ha eliminato 31 battitori, concedendo 16 punti agli avversari, con una media punti concessa a partita di 3.33 in 27 inning lanciati.
Dopo 15 partite giocate come lanciatore iniziale, successivamente venne spostato nel ruolo di bullpen, terminando la stagione regolare con un record di 3-5 nel bilancio vittorie-sconfitte, con una media punti concessa di 4.13 (ERA).
Collezionò oltre 106 inning e lanciato con più di 400 tiri ai blocchi, dove concesse 14 fuoricampo eliminando 90 battitori. Nella stagione 2006 per un problema alla spalla fu costretto a stare fermo per tutto l'anno.
Il 21 agosto 2007 ha lanciato un perfect game nella vittoria contro Yomiuri Giants dove successivamente nel resto della stagione giocò 14 partite, con un record di 6-4 e una media punti concessa di 3.34 (Media ERA).
In quella stessa stagione ha concesso 42 punti agli avversari ma durante i momenti decisivi dell'anno ha conquistato quattro delle cinque decisive partite con una media punti concessa di 3.00 (media ERA). Successivamente ha effettuato una gara perfetta nella finale vinta per il titolo.
Nel 2008 ha lanciato in sole due partite stagionali chiudendo con un record di 0-1 con un ERA di 1,00, punto concesso prima di un infortunio che gli avrebbe fatto perdere il resto della stagione.
Dal 2009 al 2012 ha chiuso con un record di 14-14 eliminando come stagione massima 84 battitori nel 2010. Nel 2012 ha chiuso la stagione con 56 partite giocate (4-3) e 80 strikeout.
Il 29 giugno 2013 ha lanciato la no-hitter numero 88 della storia della NPB, in occasione della vittoria contro gli Yokohama DeNA BayStars.
La stagione 2021 è stata la sua ultima da giocatore, poi ha assunto la guida della squadra nel ruolo di manager.